# Kaiser Karl Straße
(Mario Rigoni Stern, Sentieri sotto la neve)
La Kaiser Karl Straße è un tratto di strada carrabile sull'Altopiano dei Sette Comuni costruita durante la prima guerra mondiale dall'esercito austro-ungarico per dotare la zona nord dell'Altopiano di una via d'accesso agevole per i mezzi motorizzati per raggiungere la zona del Monte Ortigara. La strada fu intitolata all'imperatore d'Austria, re d'Ungheria e Boemia, e monarca della Casa d'Asburgo-Lorena Carlo I d'Austria.

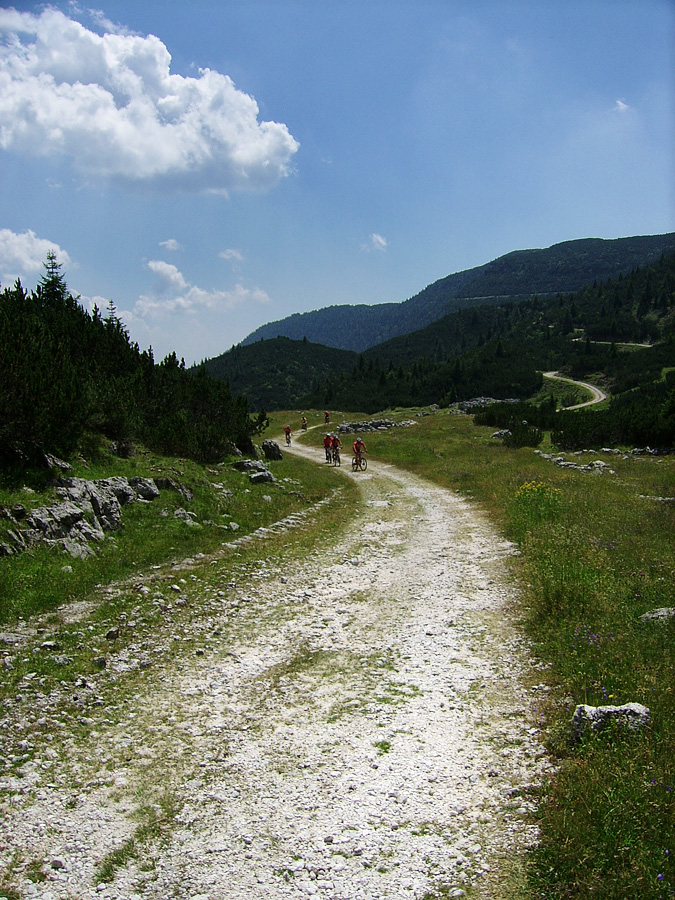
MTB lungo la Kaiser Karl Straße, sullo sfondo si intravede un tratto della Erzherzog Eugen Straße, strade che permettono di raggiungere la zona del Monte Ortigara in 13 Km partendo da Malga Larici

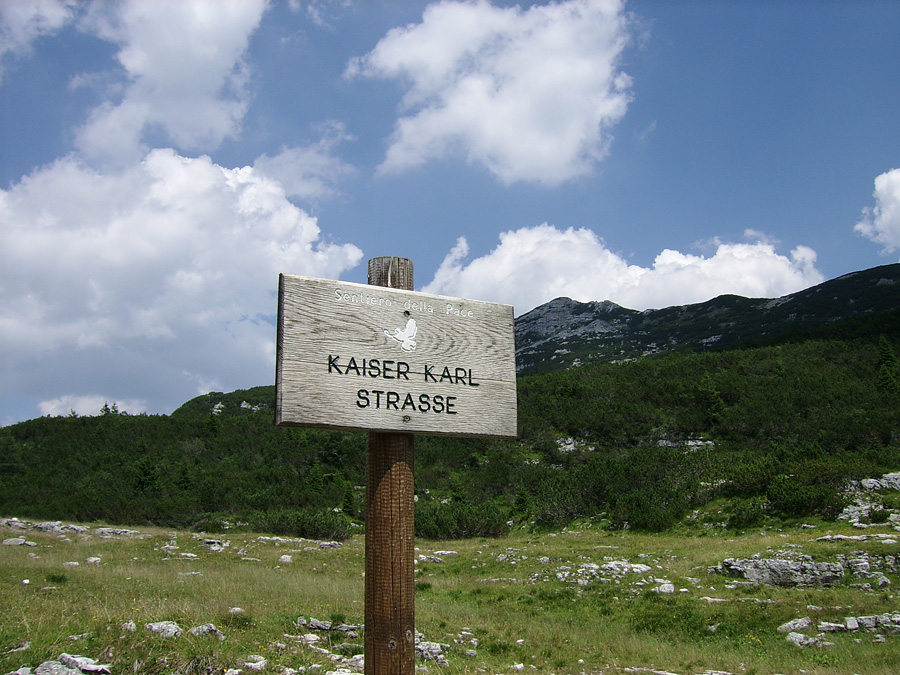
Kaiser Karl Straße: Sentiero della Pace

## Descrizione
La strada, chiusa al traffico motorizzato, è dotata di fondo naturale. Lunga 7 km, essa ha inizio dal trivio denominato I Monumenti, raggiungibile partendo dalla ex strada militare (ora asfaltata) che sale dalla statale 349 e percorrendo in seguito la Erzherzog Eugen Straße (altra carrabile costruita dall'esercito austroungarico). La strada giunge nei pressi del Monte Ortigara (unitamente alla Erzherzog Eugen Straße si sviluppa per una lunghezza complessiva di 13 km) e permette inoltre di raggiungere la conca di Campo Gallina, sede durante la Grande Guerra della 6ª Divisione di Fanteria A.U. (comandante il generale Von Mecenseffy) e della 6ª Brigata di artiglieria campale (comandante il colonnello Von Rabl).
L'insieme di queste strade rappresenta un importante percorso storico-culturale oltre che un eccellente itinerario per chi pratica la mountain bike. La Kaiser Karl Straße è inoltre parte del tracciato denominato Sentiero della Pace.